# Patrick Edlinger
Patrick Edlinger (Dax, 15 giugno 1960 – La Palud-sur-Verdon, 16 novembre 2012) è stato un arrampicatore francese.
Ha praticato l'arrampicata in falesia, il bouldering e le vie lunghe.
È stato un pioniere dell'arrampicata sportiva alla fine degli anni settanta e inizio anni ottanta, e ha contribuito a far conoscere questo sport attraverso le sue realizzazioni e i mass-media, tanto da diventare un mito e una icona dell'arrampicata.

## Biografia

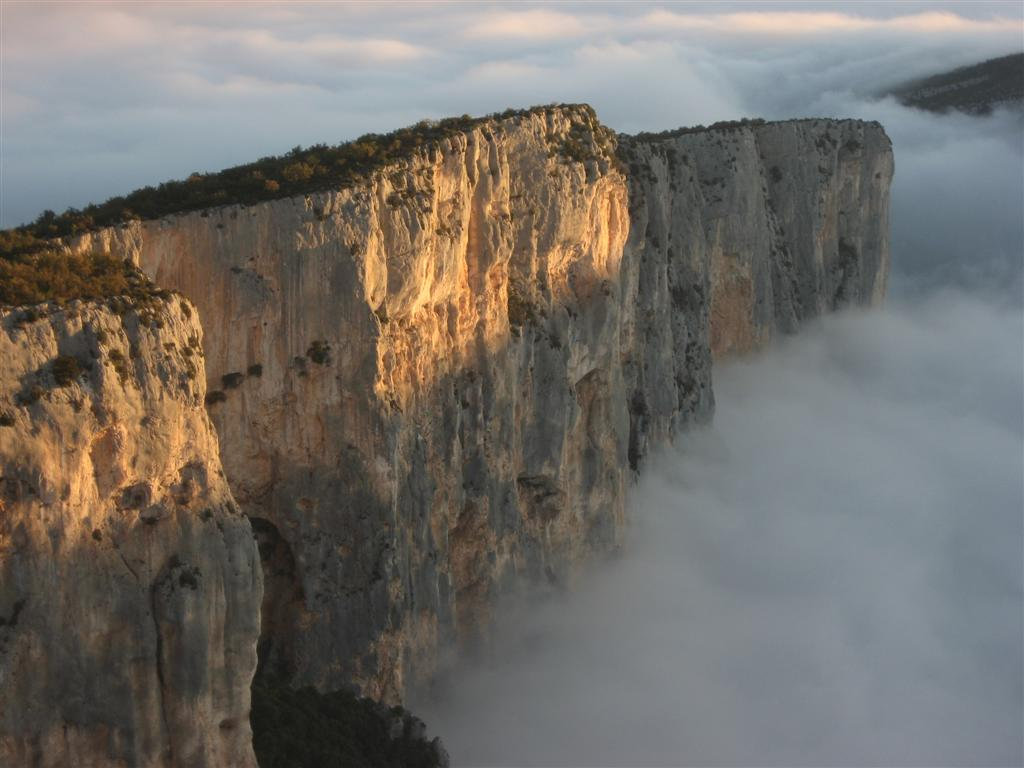
Le gole del Verdon, il settore Escalès

Figlio di genitori appassionati di montagna, incomincia ad arrampicare da giovanissimo e a praticare anche l'alpinismo. Alla fine degli anni settanta (1979 e 1980) compie alcune solitarie su impegnative pareti del monte Pelvoux, Pic Coolidge e Ailefroide.
Nei primi anni ottanta è scopritore e chiodatore della falesia di Céüse, insieme ad altri francesi, come Éric Fossard, Joël Feuillassier, Pierre Isoard, Philippe Macle e Jean-Christophe Lafaille.
Nel 1982 è il protagonista dei documentari di arrampicata di Jean-Paul Janssen, La Vie aux Bout de Doigts e Opéra Vertical, che, diffusi in tutto il mondo, fanno conoscere l'arrampicata al grande pubblico, Nei filmati Edlinger arrampica in free solo a Buoux e sulle pareti delle gole del Verdon.
Nel 1983 è tra i primi arrampicatori a raggiungere il livello dell'8a. In particolare sale uno dei primi 8a della Francia, Ça glisse au pays des merveilles, a Buoux. Nello stesso periodo vengono aperti anche Rêve de papillon (Buoux) da Marc Le Menestrel e Crepinette (Eaux Claires) da Fabrice Guillot.
A metà degli anni ottanta partecipa alle prime competizioni di arrampicata. Si tratta del periodo antecedente alla nascita della Coppa del mondo lead nel 1989, in cui si svolgevano solo gare singole, come Sportroccia, il Rock Master e vari "Master" di arrampicata. Nel 1985 è assente alla prima edizione di Sportroccia. È firmatario del cosiddetto Manifesto dei 19, insieme ad alcuni dei più forti arrampicatori francesi tra cui i fratelli Le Menestrel, Jean-Baptiste Tribout e  Catherine Destivelle (che comunque gareggia a Sportroccia 85), in cui si esprimeva un certo scetticismo verso le gare di arrampicata. Nel 1986 tuttavia prende parte alla seconda edizione di Sportroccia: si classifica quarto alla tappa di Arco, mentre vince quella di Bardonecchia, unico atleta a completare la via della finale. Nel giugno 1988 gareggia a Snowbird, prima gara internazionale negli Stati Uniti, dove vince davanti ai connazionali Jean-Baptiste Tribout e Marc Le Menestrel. Sempre nel 1988 vince pari merito con Stefan Glowacz la seconda edizione del Rock Master. Nel 1989 vince in superfinale il Master di Monaco e ottiene il settimo posto a Leeds, prima tappa della appena nata Coppa del mondo di arrampicata 1989.

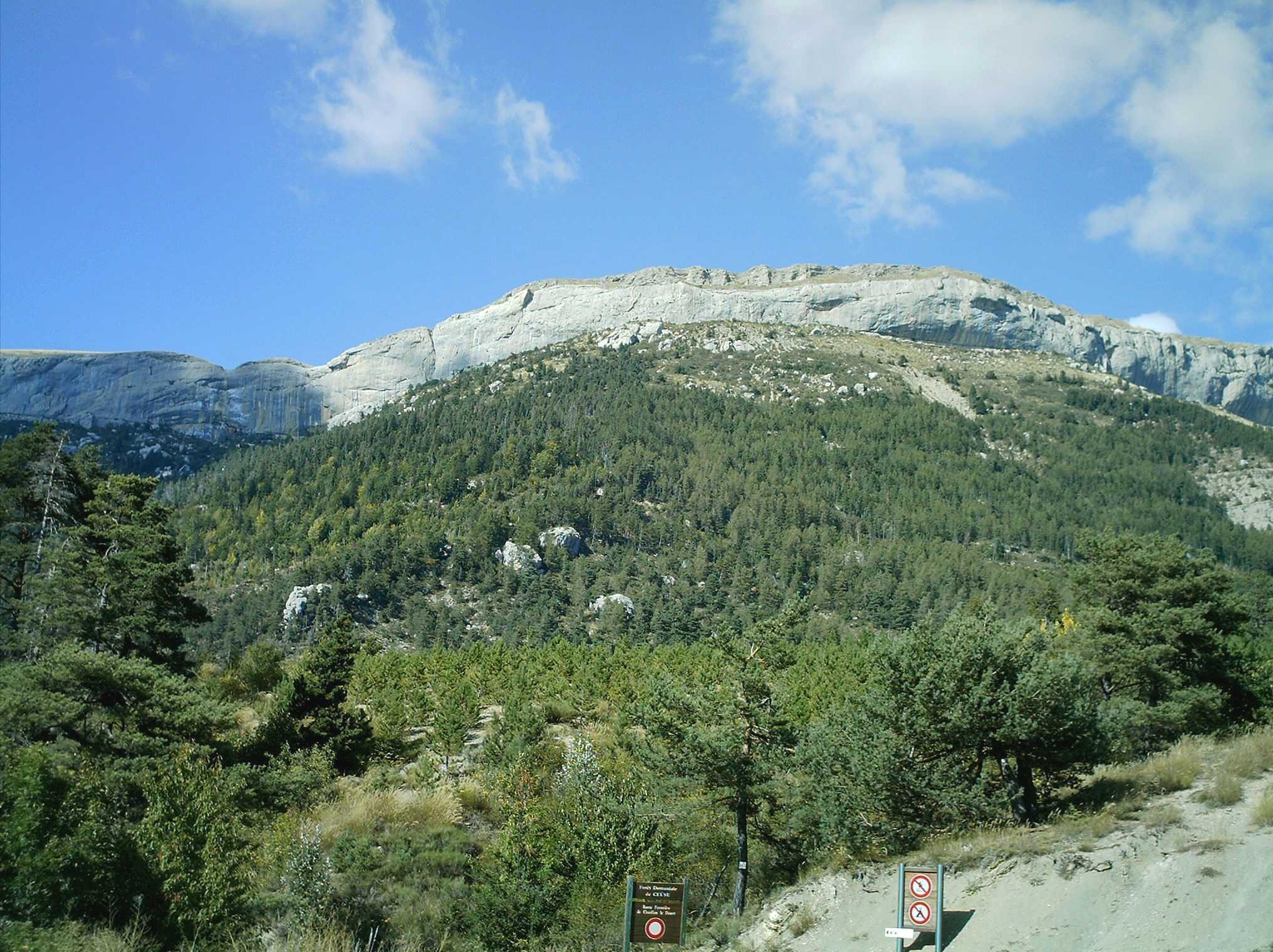
La falesia di Céüse: i settori da La Cascade a Biographie

Nel 1989, a 29 anni, raggiunge il livello dell'8c, con le ripetizioni di Azincourt (primo 8c in Francia) e Maginot Line, salite per la prima volta da Ben Moon lo stesso anno.
Nel 1995 ha un grave incidente in una falesia delle Calanques in Francia: una caduta di diciotto metri, in seguito alla rottura di un appiglio e all'aver saltato degli spit, gli provoca un arresto cardiaco. Viene rianimato da un medico sul posto e riesce a riprendersi senza gravi conseguenze.
Nel 2000 accompagna Patrick Berhault, suo grande amico, in una decina di salite dolomitiche facenti parte del progetto "grande traversata delle Alpi" di Berhault, che lo portò a scalare in 167 giorni 22 delle vie più famose vie dell'arco alpino.
È mancato il 16 novembre 2012, a 52 anni, cadendo dalle scale di casa nel suo paese di La Palud-sur-Verdon.

## Falesia

### Lavorato
- 8c/5.14b:
  - Maginot Line - Volx (FRA) - 1989 - Seconda salita della via di Ben Moon del 1989
  - Azincourt - Buoux (FRA) - 1989 - Via di Ben Moon del 1989
- 8b+/5.14a:
  - Asymptote - Saint-Crépin (FRA) - 1989 - Seconda salita della via di Antoine Le Menestrel del 1987
  - Les spécialistes - Verdon (FRA) - 1989 - Seconda salita della via di Jean-Baptiste Tribout del 1987
  - Are you Ready? - Châteauvert (FRA) - 1988 - Prima salita
- 8b/5.13d:
  - Les sucettes à l'anis - Cimaï (FRA) - 1988 - Prima salita
- 8a+/5.13c:
  - La femme blanche - Céüse (FRA) - 1985
  - La Boule - Sainte-Victoire (FRA) - 1984 - Prima salita
- 8a/5.13b:
  - Orange Mécanique - Cimaï (FRA) - 1989 - Salita in free solo
  - Sphinx Crack - South Platte, Colorado (USA) - 1985[15]
  - Ça glisse au pays des merveilles - Buoux (FRA) - 1983 - Prima salita, si tratta di uno dei primi 8a in Francia, insieme Rêve de papillon (Buoux) di Marc Le Menestrel e Crepinette (Eaux Claires) di Fabrice Guillot.[4]
- 7c+/5.13a:
  - La femme noire - Céüse (FRA)
  - Fenrir - Verdon (FRA) - 1982 - Prima salita
- 7c/5.12d:
  - Medius - St. Victoire (FRA) - 1981

### A vista
Gli è attribuita la salita del primo 7c a vista, La Polka des ringards a Buoux, nel 1982.

## Filmografia

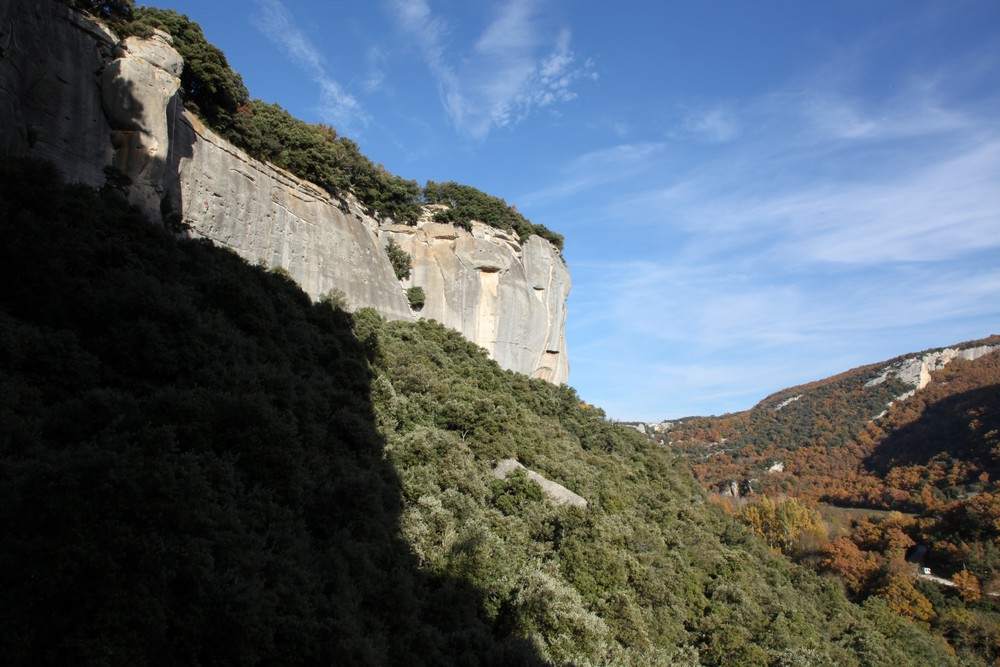
Un settore della falesia di Buoux

- La Vie au bout des doigts - 1982 - 26' di Jean-Paul Janssen.[17][18] Il documentario è diviso in tre parti: nella prima Edlinger arrampica un lungo traverso sul mare; nella seconda mostra alcuni degli allenamenti per l'arrampicata, come la corsa, lo slacklining, le trazioni; nella terza sale in free solo una via a Buoux.
- Opéra Vertical - 1982 - 26' di Jean-Paul Janssen.[19] Il documentario riprende l'arrampicata di Edlinger nelle Gole del Verdon, prima insieme ad un compagno, e nella parte finale in free solo e senza scarpette, con il sottofondo musicale della cantata Allein zu dir, Herr Jesu Christ di Bach.
- Les Loups entre eux - 1985 - di José Giovanni[20]
- Verdon Forever - 1998 - di Maurice Rebeix
- Arrow Head - 1998 - 26' di Maurice Rebeix. Il documentario riprende Edlinger in alcuni dei più famosi siti d'arrampicata degli Stati Uniti: su due vie a Smith Rock (Oregon), su dei passaggi di bouldering e su una via a Hueco Tanks (Texas), su dei boulder a Silver City (Nuovo Messico), e infine su due vie a Joshua Tree (California).
- Escalade avec Patrick Edlinger - 1999
- La Cordée de rêve - 2001 - di Gilles Chappaz con Patrick Berhault